# منتخب بوروندي لكرة السلة
منتخب بوروندي لكرة السلة هو ممثل بوروندي الرسمي في المنافسات الدولية في كرة السلة. ينتمي إلى منطقة الاتحاد الأفريقي لكرة السلة. انضم إلى الاتحاد الدولي لكرة السلة في عام 1994.